# Lepturges roppai
Lepturges roppai là một loài bọ cánh cứng trong họ Cerambycidae.